# لويس بوريل
لويس بوريل (بالهولندية: Louis Borel)‏ هو مخرج وممثل هولندي، ولد في 6 أكتوبر 1905 في لاهاي في هولندا، وتوفي في 24 أبريل 1973 في أمستردام في هولندا.

## وصلات خارجية
- لويس بوريل على موقع IMDb (الإنجليزية)
- لويس بوريل على موقع ميوزك برينز (الإنجليزية)
- لويس بوريل على موقع قاعدة بيانات الأفلام السويدية (السويدية)
- لويس بوريل على موقع قاعدة بيانات الفيلم (الإنجليزية)
- لويس بوريل على موقع كينوبويسك (الروسية)